# Hasanwayhides
Hasanwahides, Hasanwahides, Hasanwayh ou Hasanawayh (vers 959-1015) forment une dynastie kurde qui règne sur la zone frontière entre l'Iran et l'Irak appelée le Jibâl.

## Histoire
Vers 959, Un chef kurde Abû al-Fuwâris Hasanwayh ben Hosayn al-Barzîkânî fonde une dynastie dont la capitale est Sermaj
. Hasanwayh résiste avec succès aux attaques des Bouyides d'Hamadân.
En 979, Hasanwayh ben Hosayn décède à Sarmaj. Cette mort provoque une querelle de succession entre ses fils. En 981, Abû al-Najm Badr, l'un ses fils peut enfin redresser la dynastie. L'intervention de l'émir bouyide de Ray Mu'ayyid ad-Dawla élimine l'un des concurrents. Le second, Abû an-Najm Badr succède à son père avec le titre de Nâsir ad-Dîn (défenseur de la religion) mais il est le vassal des Bouyides.
Abû an-Najm Badr au cours de son règne jusqu'en 1014, agrandit le domaine des Hasanwayhides.
- En Iran actuel :
  - dans le Lorestan : Borujerd, Châpûr-Khwâst[5]
  - dans le Khuzestân : Ahwâz
  - dans la province de Hamadân : Asadabad, Nahavand
  - dans la province de Kermânchâh : Kermanshâh, Dinavar, Hulwân
- En Irak actuel :
  - dans la province de Kirkûk : Kirkûk

Vers 1006, Abû an-Najm Badr entre en conflit avec ses voisins de l'ouest la tribu kurde des Banû Annaz. Avec l'aide de Ali ibn Mazyad chef la tribu arabe des Banu Mazyad, il constitue une armée de 10 000 hommes. Abû al-Fathâ, chef des Banû Annaz est contraint de se réfugier auprès du vizir bouyide à Bagdad. Il conclut un traité avec Abû an-Najm Badr et se déclare de lui-même vassal des Hasanwahides
En 1014, Abû an-Najm Badr décède au cours d'une bataille. Le territoire des Hasanwayhides est conquis par les Banû Annaz. Sous leur suzeraineté, les successeurs de Abû an-Najm Badr continuent de défendre leurs frontières à l'est de Sarmaj jusqu'à l'arrivée des Seldjoukides.

## La dynastie
```
└1┬Abû al-Fuwâris Hasanwayh ben Hosayn al-Barzîkânî (959/961-980)
  └2┬Abû an-Najm Nâsir ad-Dîn Badr ben Hasanwayh (981-1014)
    └3┬Tâhir ben Hilâl ben Badr (1014- ?)
```